# Bekehrung Kartlis

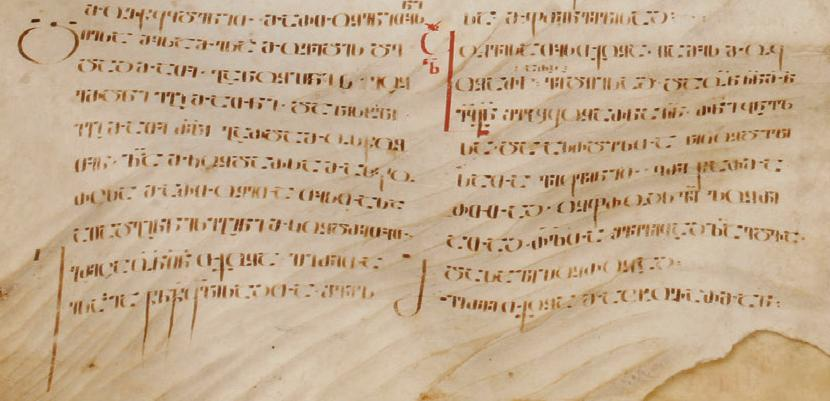
CoK chronicle, Kodex Schatberdi.

Die Bekehrung Kartlis (georgisch მოქცევაჲ ქართლისაჲ moktsevay kartlisay, Asomtawruli: ႫႭႵႺႤႥႠჂ ႵႠႰႧႪႨႱႠჂ, mɔkʰtsɛvɑj kʰɑrtʰlɪsɑj, en.: Conversion of Kartli, ru.: Obraschtschenije Grusii russisch Обращение Грузии, wiss. Transliteration Obraščenie Gruzii) ist die älteste überlieferte mittelalterliche georgische Geschichts-Sammlung, welche unabhängig von den georgischen Chroniken Kartlis Zchowreba für sich steht. Das Werk entstand im 10. Jahrhundert. Sie folgt der Geschichte der historischen Region Kartlien (in der Antike bekannt als Iberien) von frühester Zeit bis zum 7. Jahrhundert und legt den Schwerpunkt auf die Christianisierung von Iberia (ქართლის გაქრისტიანება, kartlis gakrist’ianeba) durch die Heilige Nino anfangs des 4. Jahrhunderts.

## Kodices
Die originale Handschrift der Bekehrung Kartlis hat nicht überdauert und bis vor kurzem gab es nur zwei Manuskripte, welche gründlich erforscht waren: die Kodices von Shatberdi und Tschelischi.
Der Shatberdi Codex, das älteste der erhaltenen Manuskripte, wurde 973 unter der Aufsicht des Mönchs Johannes im georgischen Kloster Schatberdi kopiert (im Nordosten der heutigen Türkei). Es wurde 1888 entdeckt und 1890 von dem georgischen Gelehrten Ekwtime Taqaischwili herausgegeben. Der zweite Kodex, Tschelischi Codex (benannt nach dem Tschelischi Kloster in Georgien, wo es 1903 gefunden wurde) wurde im 14. oder 15. Jahrhundert kopiert. Nach dem Feuer 1975 im Katharinenkloster am Sinai in Ägypten wurden mindestens zwei bis dahin unbekannte Varianten der Bekehrung Kartlis in einer großen Zahl georgischer Manuskripte entdeckt, die auf das 9./10. Jahrhundert zurückgehen. Allerdings wurden diese nicht komplett erforscht.
Die Kodizes Schatberdi und Tschelischi sind linguistisch grundsätzlich gleich und stammen beinahe aus derselben Zeit. Der letztere jedoch enthält substantielle Variationen, inklusive einer Zahl ausführlicherer Passagen. Die Narrative ist länger, aber orthographisch und phonetisch in gewisser Weise durch einen anonymen Kopisten entstellt. Viele Passagen im Kodex Schatberdi sind viel informativer, aber diese Details wurden möglicherweise später eingefügt, was durch das Vorkommen des Wortes Baghdad nahe liegt, da dieses Wort erst ab dem 8. Jahrhundert als Toponym bezeugt ist.
Der Kodex Schatberdi zitiert einige seiner Quellen (beispielsweise: „ein kurzer Bericht der Bekehrung Kartlis“ von Grigol dem Diakon), von denen viel nicht überliefert und ansonsten unbekannt sind. Die modernen Gelehrten haben den apokryphen Alexanderroman von Pseudo-Kallisthenes und die Chronica des Alexander von Zypern als mögliche Quellen vorgeschlagen. Das Werk selbst wurde von späteren Autoren benutzt und einige ihrer Teile wurden von späteren georgischen Autoren, wie Leonti Mroweli (11. Jh.) und Arseni Metaprasti (არსენი მეტაფრასტი, 12. Jh.) benutzt und bearbeitet.
Trotz aller ihrer Widersprüche, den folkloristischen Elementen und religiösen Anspielungen, ist die Bekehrung Kartlis eine essentielle historische Quelle. Sie enthält darüber hinaus eine so detaillierte relative und absolute Chronologie, welche in der hagiographischen und patristischen Literatur von Georgien keine Parallelen hat. Die bemerkbaren Einflüsse der Bekehrung Kartlis in den folgenden georgischen historischen Werken zeigt, welche entscheidende Rolle dieses Werk bei der Begründung eines Sinnes für christliche Identität im mittelalterlichen Georgien gespielt hat.

## Inhalte
Die Bekehrung Kartlis besteht aus zwei Hauptkomponenten. Der erste Teil wird gewöhnlich als Chronik (ქრონიკა, k’ronika) bezeichnet und besteht aus einer kurzen Geschichte von Kartli von der mythischen Expedition von Alexander dem Großen in iberische Gebiete bis ins 7. Jahrhundert. Der Kerntext, die Bekehrung von Kartli, von welchem das Werk seinen Titel erhält, erzählt die Geschichte der poselytisierende Mission der Heiligen Nino, die ebenfalls Thema des dritten, hagiographischen Leben der Heiligen Nino (ცხოვრება წმიდა ნინოსი, ts’xowreba ts’mida ninosi) ist. Zum grundlegenden Text gibt es noch Listen der Könige, Fürsten (ქართლის საერისმთავრო, kartlis saerismtawro) und Kirchenführer von Kartli.

## Übersetzungen
- "Обращение Грузии", перевод с древнегрузинского Е. С. Такаишвили. Редакционная обработка, исследование и коментарии М. И. Чхартишвили. Тбилиси 1989. (Obraschtschenije Grusii, perewod s drewnegrusinskogo Je. S. Takaischwili. Redakzionnaja obrabotka, issledowanije i komentarii M. I. Tschchartischwili. Tbilissi russisch Обращение Грузии, перевод с древнегрузинского Е. С. Такаишвили. Редакционная обработка, исследование и коментарии М. И. Чхартишвили. Тбилиси, wiss. Transliteration Obraščenie Gruzii, perevod s drevnegruzinskogo E. S. Takaišvili. Redakcionnaja.)
- Nawrócenie Kartlii, Ze starogruzińskiego prełożył i przypisami opatrzył David Kolbaja. Wstęp Mariam Lordkipanidze. Warszawa 1995.